# モーリス・バーバネル
モーリス・バーバネル（Maurice Barbanell、1902年5月3日 - 1981年7月17日）は、イギリスの心霊主義専門新聞『サイキック・ニュース』の編集者。1932年の創刊時から同紙の編集の中心となり、途中で編集権を手放した時期もあったものの、後にこれを回復し、終生同紙の編集に携わった。バーバネル自身も霊媒であり、「シルバーバーチ」という霊のメッセージ（霊訓、霊言、霊界通信）を伝えたとされている。交霊は1920年から60年近く続き、広い影響を与えた。
日本では、シルバーバーチの言葉をまとめたとされる著作が、スピリチュアリストの近藤千雄によって1984年から継続的に翻訳紹介された。日本でのシルバーバーチの人気は本国より高く、英語版は数点が時折再版されては絶版になるという状況であるが、日本では20冊ほどの翻訳や編著が常に流通している。その文章の口調は英語で喋るシルバー・バーチのものというよりかは訳者である近藤千雄の性格が色濃く反映されたものとなっている。日本語で読む読者は勿論読んでいる最中、訳者である近藤千雄の性格から紡ぎ出された文体の影響を色濃く自分の性格に受けている。桑原啓善が訳したシルバー・バーチの本を読むと別の印象を抱き別の影響を受けるのも、訳す際に翻訳者の性格がからむしがらみから読者がどうしても避けられない宿命が存在する。英語で読めない人が気づかないうちに訳者の性格の影響を受け多かれ少なかれ誤認していく宿命。英語で読まれたし。

## 生涯
1902年、ロンドン生まれ。父親は、床屋と歯医者を兼業しており、子どもの時から家業を手伝う。
若くして心霊主義に関心をもち、降霊会に参加するようになったが、1920年ころある降霊会の席で、自分が眠り込んでしまった間に、彼を霊媒としてアメリカ・インディアンの霊が語っていたと知らされる。やがてバーバネルは、自らが霊媒となって「シルバーバーチ」と名乗る霊の言葉を伝える降霊会を開くようになり、心霊主義者であった新聞編集者ハンネン・スワッファーの知遇を得た。モーゼスは降霊会をハンネン・スワッファー・ホームサークルと名づけ、シルバーバーチを入神（憑依）させるモーリス・バーバネル（もしくは彼に入神するシルバーバーチ）は、この霊交会において指導的立場を築き、以後60年間に渡って近代心霊主義的教訓を説いた。
1932年にバーバネルはシルヴィア・エイブラハムズ(Sylvia Abrahams)と結婚し、スワッファーらの支援を受けて『サイキック・ニュース』を創刊して、その編集にあたった。その間も霊媒として「シルバーバーチ」の「霊言」を伝え続けたが、『サイキック・ニュース』紙上では霊媒としての自身の活動には長い間言及せず、後に「シルバーバーチ」の「霊言」を同紙で取り上げるようになってからも、霊媒が自分であることは長く伏せていた。
バーバネルは、1946年にいったん『サイキック・ニュース』の編集権を手放したものの、1961年にこれを回復し、以降、亡くなるまで同紙の編集を主導した。1981年に没した。
死去後、間もなくして、生前の親友であった霊媒ゴードン・ヒギンソン(Gordon Higginson)にバーバネルの霊が降りてメッセージを伝えたとされる。

## シルバーバーチの霊訓
近代心霊主義では、個性を持って独立した死者の霊とコミュニケーション、いわゆる「霊界通信」が可能であると考えられていた。霊媒ウィリアム・ステイントン・モーゼスが霊の「教説」を「自動筆記」でまとめた書籍が『霊訓』であり、心霊主義のバイブルと評された。モーリス・バーバネルが、トランス状態で覚醒時とは別の人格・知性によって口頭で、質疑応答を交えて示された思想（自動筆記ではない）をまとめたものも「霊訓」と呼ばれている。この覚醒時とは別の人格がシルバーバーチ（英: Silver Birch）を名乗る霊であり、三千年前に北米北西部の山脈の中で暮らしていたレッドインディアン（アメリカ・インディアン、アメリカ先住民）であったと誤解されがちだが、シルバーバーチ本人は、インディアンの身体を(霊界側の霊媒として)使用してはいるが、自分はインディアンではないと述べている。その背後には高度に進歩した霊的存在者たちがいて、その教えも説いている、と解釈されている。シルバーバーチは、英語でシラカンバの意味。（以降便宜的に、シルバーバーチを名乗る知性による意見・見解の主語は、シルバーバーチとする。）意識的な人格以外の「知性」が語ったりつづったりするとされる「霊界通信」は、一般的に意識的な人格(霊媒)より筆記や発話の速度や完成度が高いことが特徴であるが、シルバーバーチの場合も同様であったといわれ、速記やテープからおこして、補筆訂正の必要がほとんどなかったという。シルバーバーチは、霊界通信は霊が霊媒の潜在意識を使って送るものであり、理想的な状態なら完全に霊の考えを述べることができるが、ある程度は霊媒の潜在意識によって内容が脚色されることは避けられないと述べている。このような霊と霊媒の間の機構を「潜在意識」の一言で取りまとめる説明は、近代心霊主義においても最も単純な部類である。シルバーバーチは、聖書や神学を引用して聖職者と論争したり、霊媒の潜在意識か独立した知性かという問いに、皮肉交じりに譲歩的な応答をしている。

### 思想
シルバーバーチのものとされている主な思想を、以下に紹介する。地上人類に必要なのは神学のように遠大なテーマや難解な思想ではなく、初歩的な教えに話を限定するとされており、心霊論を論じた故フレデリック・マイヤーズの霊を名乗る知性による霊界通信とは対照的である。シルバーバーチは質疑応答の形式を取り入れ、親しく身近な人生問題を扱っている。「因果律は魂の進化のためにある」ということが繰り返し説かれ、そのための仕組みとして、正義と進化、償いと成長を可能にする「輪廻」の摂理が説かれる。
目的
シルバーバーチは、人間はスピリチュアルな存在であるという認識やその他様々な真相を伝えるために、霊媒を通して語った霊であるとされる。スピリチュアルな真相を知ることで、人間に充実した人生を送ってもらい、貧困・飢餓の撲滅、動物愛護、肉食しないことなどの実現を目指し、様々な面で人類を導き、人生の処し方を説くのだという。
身体・精神・霊の三位一体
人間は身体（原文：bodyバディー）と精神（原文：mindマインド）と霊（原文：spiritスピリット）の三つの要素が常に一体となったものだが、物理的身体(肉体)は乗り物で、霊こそが真の姿であるとしている。
霊界
死後の霊界での場所は、魂の偉大さ、霊性の高さによって決まるという。奉仕的精神、人や動物への愛の強さといった、生前の霊性の成長度によって決まる。その物差しは地上と同じではなく、地上での偉人が必ずしも霊界でも偉いとは限らないという。霊界には、地上人類に真理をもたらすために組織された霊の一団があり、シルバーバーチが指揮官であるという。霊団とは「地上経論の仕事において最終的な責任を負っている神庁」であり「その会議で私がこれまでの成果を報告し…指示を受ける」という具体的な組織として描かれている。こういった不可視の世界を目に見えるように描く記述に対しては、心霊主義の主張への信頼性が高まるという意見と、虚構性が高まるという意見がある。シルバーバーチの霊団よりもさらに高級な霊団が存在しており、その霊団の話によればさらに上位の霊団が控えているとされる。また、霊団をとりまとめている指揮官は、地上時代にイエス（ナザレのイエス）と呼ばれた霊であるという。霊界では上層階へ進歩するほど、目の当たりにする光景は躍動的になり、精神を高揚させるものになるとされる。霊界の人々は思念で通じ合えるため、言語・翻訳は必要ないとされる。
輪廻
シルバーバーチは、心霊主義の初期1920年代のフランス人アラン・カルデック、または同年代の故フレデリック・マイヤーズの霊によるメッセージとされるものと同様に輪廻転生説を唱えているが、翻訳者の近藤は、これらの哲理の内容は完全に符合していると考えている。津城は主流の霊界通信の内容は一致しているとはいえないまでも、少なくとも齟齬はないと述べている。シルバーバーチの霊訓では、人間の霊は最終的に輪廻転生を終え、地上への再生から卒業していくとされている。高級霊が人々への感化のために降りてくるケースもあるが、例外的であるという。再生は、霊的成長に最適な場所、タイミング、存在、環境を選んでいるとされる。当たり前の善行こそ、霊的資質を発揮する行為であり、本当の意味での宗教であるとしている。前世の記憶は、潜在意識の奥深くまで探りを入れれば思い出すことができるが、地上の人間がその域に到達できるかは疑問であると述べている。
誕生
地上に生まれてくる目的は霊によって様々であるが、大抵は欠けた部分を手に入れる経験を補完するため、前世での罪を償うための二つに大別されるとしている。シルバーバーチが唱える輪廻において「業という借金」「償い」は「教訓を学ぶための大切な手段」とされており、津城は「懲罰的な意味は背景に退いているか、まったく消滅している」と指摘している。この点は、償いの問題を重視するアラン・カルデックのスピリティズムとは異なる。地上で奮闘することで霊性に磨きが掛かり、後に霊界へ帰って来た時に好結果をもたらすとしている。肉体に霊が宿ると誕生前の意識が奥に潜み、顕在意識に上がって来なくなるという。また中絶に関しては、妊娠の瞬間からそこに一個の霊があるため、殺人と同じであるとしている。中絶した人は、中絶行為のために地上に誕生できなかった霊といつか対面させられると述べている。
死
死は肉体という名の牢獄から霊を解放するだけであり、喜ばしいものであるとしている。死に際して人間は、物的身体と霊的身体を繋ぐライフラインである魂の緒（シルバーコード）が伸びて行き、完全に切断される。その為、肉体の死とは終わりではなく、霊的生命の誕生であり、物的（マテリアルな）身体が活動を停止するに過ぎず、霊的（スピリチュアル）には記憶や人格はそのまま存続する、としている（人格の存続を伴う輪廻転生は、インドの伝統的な輪廻転生観には見られない）。霊の肉体への執着を消すとして、火葬を推奨している。肉体から解放された霊には新たな感覚器官が宿り、活動範囲も飛躍的に広がるとし、いわゆる“故人”はこの宇宙で生き続けており、地上に戻ることもできるとしている。死後霊は地上よりはるかに意識が活発になり、死後は至福の世界であるという。

## 後世での言及・影響等
後世への影響の一つとして、日本では「シルバーバーチの霊訓」読書会が各地で催されている。
シルバー・バーチは人類の肉食を戒める。それは確かに正しさを喚起させる。が神様は正しいという言葉から発せられるイメージでは断じて無い。その証拠に神様は命を大切にするか否か考えたら答えが自ずと出現する。毎日おびただしい命の死亡を発生させた神様は命を大切にするようなものでもない。その意味するところは神様自身は正しさを担当していない。シルバー・バーチは肉食の戒めにより正しさを表しそれそのものが神様と意見が全く食い違う。動物を殺すことは間違いであって正しくない、と。それに比すと神様は正しさに鑑みこの世を作っていない。よって神様のイメージを正しさの反映と捉えてはいけない。つまり神様を目指すと大変なことになる。正しくなくなるからだ。神様は正しくない。人間は正しくあるべき。我々は歩むべきコースがあって正しさを自分に反映させていくべきだ。神様とコースが違うという自覚をしっかり持って正しい行いに従事するコースを歩むべきだ。
深遠なる真理の普及は一人一人面と向かって心と心を通わせてであって、皆を変えようと欲するのは深遠なる真理からそれていると判明する。そのように広めるにしてもちゃんとした沿革が存在する。

## 著書
- Across the Gulf. (1940)
  - 日本語訳：バーバネル, モーリス 著、近藤千雄 訳『これが心霊の世界だ―果てしなき生命』潮文社、1995年、270頁。ISBN 978-4806311157。
- Where There is a Will. (1962)
  - 日本語訳：バーバネル, モーリス 著、近藤千雄 訳『霊力を呼ぶ本―生きがいの発見』潮文社、1983年、212頁。ISBN 4806302651。 - 現在流通しているのは2007年の「新装版」

シルバーバーチの霊訓
- TEACHINGS OF SILVER BIRCH ISBN 978-0853841029
  - 『シルバーバーチは語る』ISBN 978-4-901627-10-8
- A VOICE IN THE WILDERNESS ISBN 978-0853841098
  - 『シルバーバーチの霊訓-スピリチュアリズムによる霊性進化の道しるべ』ISBN 4-901627-11-2
- GUIDANCE FROM SILVER BIRCH ISBN 978-0854370054
  - 『シルバーバーチの霊訓 (1)』ISBN 978-4806313823
- PHILOSOPHY OF SILVER BIRCH ISBN 978-0853841036
  - 『シルバーバーチの霊訓 (9)』ISBN 978-4806313731
- LIFT UP YOUR HEARTS ISBN 978-0853841067
  - 『シルバーバーチの新たなる啓示』ISBN 978-4892954719
  - 『シルバーバーチ最後の啓示』ISBN 978-4892955082
- MORE PHILOSOPHY OF SILVER BIRCH ISBN 978-0853841043
  - 『シルバーバーチの霊訓 (8)』ISBN 978-4806313861
  - 『シルバーバーチの霊訓 (11)』ISBN 978-4806313779
- LIGHT FROM SILVER BIRCH ISBN 978-0853840589
  - 『シルバーバーチの霊訓 (10)』ISBN 978-4806313878
- THE SEED OF TRUTH ISBN 978-0853841050
  - 『シルバーバーチの霊訓-地上人類への最高の福音』ISBN 4-901627-12-0
  - 『シルバーバーチの霊訓 (2)』ISBN 978-4806313830
  - 『シルバーバーチの霊訓 (7)』ISBN 978-4806313762
- SILVER BIRCH ANTHOLOGY ISBN 978-0853841074
  - 『シルバーバーチの霊訓 (4)』ISBN 978-4806313724
- SILVER BIRCH COMPANION ISBN 978-0853840954
  - 『シルバーバーチのスピリチュアル・メッセージ』ISBN 978-4892954894
  - 『シルバーバーチの霊訓 (3)』ISBN 978-4806313847
  - 『シルバーバーチの霊訓 (5)』ISBN 978-4806313854
- THE SPIRIT SPEAKS ISBN 978-0853840732
  - 『シルバーバーチの霊訓-霊的新時代の到来』ISBN 4-901627-15-5
  - 『シルバーバーチの霊訓 (6)』ISBN 978-4806313755

1-12巻が潮文社より出版されている。